# بولي شانون
بولي شانون (ولدت في 1 سبتمبر 1973) ممثلة كندية. اشتهرت بتجسيدها شخصية مارغريت ترودو زوجة رئيس وزراء كندا الخامس عشر بيير ترودو في مسلسل ترودو 2002

## روابط خارجية
- بولي شانون على موقع IMDb (الإنجليزية)
- بولي شانون على موقع ألو سيني (الفرنسية)
- بولي شانون على موقع أول موفي (الإنجليزية)
- بولي شانون على موقع قاعدة بيانات الأفلام السويدية (السويدية)
- بولي شانون على موقع إن إن دي بي (الإنجليزية)
- بولي شانون على موقع قاعدة بيانات الفيلم (الإنجليزية)
- بولي شانون على موقع كينوبويسك (الروسية)